# To Pimp a Butterfly
To Pimp a Butterfly er Kendrick Lamars tredje album. Det blev udgivet d. 15. marts, 2015 af Top Dawg Entertainment, Aftermath Entertainment og Interscope Records.

## Trackliste
| 1.            | "Wesley's Theory" (featuring George Clinton and Thundercat)            | Flying Lotus Flippa Sounwave [a] Thundercat [a] | 4:47  |
| 2.            | "For Free? (Interlude)"                                                | Martin                                          | 2:10  |
| 3.            | "King Kunta"                                                           | Sounwave Martin [a]                             | 3:54  |
| 4.            | "Institutionalized" (featuring Bilal, Anna Wise and Snoop Dogg)        | Rahki Tommy Black                               | 4:31  |
| 5.            | "These Walls" (featuring Bilal, Anna Wise and Thundercat)              | Martin Dopson Sounwave [a]                      | 5:00  |
| 6.            | "U"                                                                    | Arnold Whoarei Sounwave [a]                     | 4:28  |
| 7.            | "Alright"                                                              | Williams Sounwave                               | 3:39  |
| 8.            | "For Sale? (Interlude)"                                                | Arnold Sounwave [a] Martin [a]                  | 4:51  |
| 9.            | "Momma"                                                                | Knxwledge Arnold                                | 4:43  |
| 10.           | "Hood Politics"                                                        | Tae Beast Sounwave Thundercat                   | 4:52  |
| 11.           | "How Much a Dollar Cost" (featuring James Fauntleroy and Ronald Isley) | LoveDragon                                      | 4:21  |
| 12.           | "Complexion (A Zulu Love)" (featuring Rapsody)                         | Thundercat Sounwave Martin [a] The Antydote [a] | 4:23  |
| 13.           | "The Blacker the Berry"                                                | Boi-1da KOZ Martin [a]                          | 5:28  |
| 14.           | "You Ain't Gotta Lie (Momma Said)"                                     | LoveDragon                                      | 4:01  |
| 15.           | "I"                                                                    | Rahki                                           | 5:36  |
| 16.           | "Mortal Man"                                                           | Sounwave                                        | 12:07 |
| Total længde: | Total længde:                                                          | Total længde:                                   | 78:51 |